# Болераз
Болераз (на словашки: Boleráz) е село в западна Словакия, в Търнавски край, в Търнава. Населението му е 2395 души.
Разположено е на 172 m надморска височина, на 12 km северозападно от град Търнава. Площта му е 25,46 km². Кмет на селото е Давид Матула.